# Ioannis Peridis
Ioannis Peridis (griechisch Ιωάννης Περίδης, * 1864; † unbekannt) war ein griechischer Sportschütze.

## Erfolge
Ioannis Peridis, der für Olympia Kypron startete, nahm an den Olympischen Zwischenspielen 1906 in Athen im Tontaubenschießen teil. Im Trap gewann er hinter Gerald Merlin und vor Sidney Merlin die Silbermedaille, während er im Doppeltrap mit elf Treffern als Viertplatzierter einen weiteren Medaillengewinn verpasste.